# Parafia św. Floriana w Krysku
Parafia pw. św. Floriana w Krysku – parafia należąca do dekanatu płońskiego południowego, diecezji płockiej, metropolii warszawskiej. Poprzednio należała do dekanatu płońskiego, diecezji płockiej, metropolii warszawskiej.

## Historia parafii
Została erygowana prawdopodobnie w I połowie XV wieku (pierwsze wzmianki w dokumentach biskupstwa płockiego z 1448 i 1453). Proboszczem parafii jest od 2021 ks. Mariusz Dołęgowski.

## Kościół parafialny
Obecny kościół został wzniesiony pod koniec XVI wieku w stylu późnogotyckim, natomiast swój wygląd zawdzięcza gruntownej przebudowie przeprowadzonej w latach 1906–1907. Jest to budowla murowana, orientowana, jednonawowa, z czteroprzęsłową nawą oraz dwuprzęsłowym prezbiterium. Sklepienie w dawnej zakrystii krzyżowo-żebrowe, ośmiopolowe, z żebrami spiętymi zwornikiem, spływającymi na wsporniki w kształcie ostrosłupa. Dach dwuspadowy, blaszany, uwieńczony wieżyczką. Ołtarz główny neobarokowy z obrazem Matki Boskiej z Dzieciątkiem datowany na koniec XVII wieku, ołtarze boczne z obrazami z 1911. Ambona i chrzcielnica pochodzą z II połowy XIX wieku. W północnej ścianie kościoła wmontowane są tablice upamiętniające zasłużonych mieszkańców parafii. W sąsiedztwie kościoła znajduje się ceglana dzwonnica.

## Zasięg parafii
W granicach parafii znajdują się miejscowości:
| gminy Naruszewo                                                            | gminy Płońsk:                                   | gminy Załuski:                                                                             |
| -------------------------------------------------------------------------- | ----------------------------------------------- | ------------------------------------------------------------------------------------------ |
| - Drochowo, - Drochówka, - Nowy Krysk, - Wola-Krysk, - Postróże, - Rąbież, | - Michalinek, - Młyńsk, - Poczernin, - Pruszyn, | - Nowe Olszyny, - Stare Olszyny, - Przyborowice Dolne, - Słotwin, - Szczytniki - Szczytno. |